# Storgrynnan, Finström
Storgrynnan är en ö i Ålands största insjö Vandöfjärden i Finströms kommun. Storgrynnans area är 20 hektar och den är Vandöfjärdens enda större ö. Ön är vassbeklädd och saknar bebyggelse.